# Trialetia
Trialetia (en georgiano: წალკის მუნიციპალიტეტი, romanizado: Trialeti) es una región histórica montañosa en el centro de Georgia. La cordillera de Trialeti forma parte de la región histórica de Trialetia, que se corresponde al actual municipio de Tsalka en Baja Iberia y el norte de Yavajetia, en el municipio de Ajalkalaki. Su capital histórica es Tsalka.

## Toponimia
En georgiano, su nombre significa "lugar de paseo".

## Historia
Aquí se encuentra un conjunto de monumentos arqueológicos de la cultura de Trialeti, que pertenecen a los períodos que van desde la Edad del Bronce hasta la Alta Edad Media. Según la geografía armenia del siglo VII, había una región o gavar del reino de Armenia en este territorio. 
Al principio, fue incluido en ducado de Samshvildi, obedeciendo al reino de Iberia. En el siglo IX, Guaram Mampali lo tomó de los árabes que prevalecían en Baja Iberia y creó el llamado campo En los años 70 del siglo IX, Liparit Bagvash, un noble de Argveti, construyó la fortaleza de Kldekari en la carretera estratégicamente importante que conduce a Iberia Interior, y al unir las unidades administrativas en Trialetia, creó el ducado de Kldekari. Las fronteras del saeristavo cambiaron periódicamente. David IV de Georgia hizo de Trialetia un dominio real después de derrotar a la casa de Bagwashes, y Tsalka se convirtió en su centro. Durante las invasiones de los mongoles y Tamerlán en los siglo XIII-XV, Trialetia comenzó a vaciarse de sus habitantes. En el siglo XVI, se incluyó en el antiguo reino de Iberia. 

El monje georgiano Jorge el Hagiorita pasó por Trialetia. En los años 70 del siglo XVIII, el viajero alemán Johann Anton Güldenstädt, que visitó Georgia, sobre Trialetia:
El distrito de Trialeti está ubicado a lo largo del río Ktsia, y al norte del mismo está el distrito de Satarjino. Está completamente ubicado en las estribaciones más al sur en un buen terreno, pero está extremadamente devastado. Las ruinas de Tsalka, Vedzan, Parvoniyan y muchas más fortalezas georgianas son visibles. Los habitantes de algunas viviendas de este distrito son georgianos.
En la segunda mitad del siglo XVIII, fue completamente vaciado de sus habitantes. Ioane Batonishvili mencionó 68 pueblos, aunque todos ellos ya se habían convertido en pueblos. A principios del siglo XIX, Trialetia estaba casi desierta. En 1829-1832, el Imperio ruso asentó a los armenios y urums (griegos de habla turca) exiliados del Imperio otomano en Trialetia.

## Economía
Trialetia era una región famosa por la cría de ganado. Todavía hay puestos abiertos de productos construidos con cantos rodados. Junto a la ganadería, la agricultura ocupaba un gran lugar. Incluso hoy en día, hay muchos pozos de almacenamiento de trigo preservado: almacenamientos subterráneos y restos de molinos de aceite. En el pozo construido con dos o tres metros de cal, ponían primero saúco y heno, y sólo después trigo, para que éste no se triturara. En Trialetia se cultivaba una gran cantidad de lino, del que se hacía aceite. Vajushti de Kartli se refiere a Trialetia como una tierra sin viñedos e invisible. 
El edificio residencial típico en Trialeti era una casa de acogida con techo abovedado, similar a los de Iberia y Yavajetia.